# 종로3가역
종로3가(탑골공원)역(Jongno 3(Sam)-Ga(Tapgol Park)Station, 鍾路3街(塔洞公園)驛)은 서울특별시 종로구 종로3가와 돈의동 및 묘동에 있는 수도권 전철 1호선, 수도권 전철 3호선, 수도권 전철 5호선의 환승역이다. 서울특별시 관내 지하철역 중 경로 우대로 인한 무임승차 인원이 가장 많은 역이다. 매년 12월 31일 종각역 보신각 타종 행사로 무정차 통과시 이 역으로도 인파가 몰린다. 수도권 전철 3호선은 청계천 하저터널로 을지로3가역과 연결된다. 수도권 전철 5호선은 청계천 하저터널로 을지로4가역과 연결된다.

## 역사
- 1974년 8월 15일 : 1호선 개통으로 영업 개시
- 1983년 9월 13일 : 서울 지하철 3호선 역명을 종로3가역으로 결정[5]
- 1985년 10월 18일 : 서울 지하철 3호선 독립문 ~ 양재 구간 개통과 함께 환승역이 됨[6]
- 1996년 12월 30일 : 5호선 여의도역~왕십리역 구간 개통으로 세 노선의 환승역이 됨
- 2001년 7월 24일 : 5호선 부기역명 인사동 문화거리로 표기

## 역 구조
특이한 점은 3개 노선 모두 왼쪽 출입문이 열린다. 그리고 1호선과 3호선 승강장은 매우 좁은 편인 반면에, 5호선 승강장은 승강장이 매우 넓은 편이다. 
1호선 출구는 종로2가로 나아가는 대로변에 있고, 3호선 측 출구는 종묘 인근에 있다. 5호선 측 출구는 낙원상가 부근의 골목길에 있으며 종로2가 및 탑골공원과 가깝다. 1호선과 5호선을 환승할 경우 3호선 승강장 전체에 해당하는 길이(322m)를 횡단하여야 하며, 5호선에서 1호선으로 가는 환승 통로 중간에 3호선 환승 통로가 있다. 환승 통로에는 무빙 워크가 설치되어 있다. 1호선과 3호선 간의 환승 거리는 약 200m이며, 3호선과 5호선 간의 환승 거리는 122m이다. 5호선 측 출구에서 1호선이나 3호선을 이용하기 위하여 승차할 경우 상당히 긴 거리를 걸어야 한다.
출구는 16개가 있다. 1호선-3호선의 유일한 환승역이기도 하며, 3호선-5호선 역시 3호선 수서-오금 연장 이전에는 유일한 환승역이었다.
1호선 승강장
| ↑ 종로5가 |
| \| 하     |
| 종각 ↓    |

| 상행 | ● 수도권 전철 1호선 | 동대문 · 신설동 · 청량리 · 광운대 · 의정부 · 연천 방면 (일반, 급행)  |
| 하행 | ● 수도권 전철 1호선 | 시청 · 서울역 · 부천 · 인천 · 서동탄 · 천안 · 신창 방면 (일반, 급행) |

1호선 승강장의 경우 5호선의 초기 계획안이 1호선 종각~동대문 구간과 평행하게 간 다음 신설동역에서 천호방면으로 방향을 틀어서 갈 계획이었다. 그래서 이 종로3가역, 동대문역과 같은 역들의 승강장을 쌍섬식 승강장으로 설계하여 승강장을 유난히 좁게 만들었다. 그러나 5호선 초기 계획안이 취소되어서 괜히 좁게 만들어진 셈이 되고 말았다.
그리고 1호선 승강장은 2001년부터 스크린도어 설치 전까지는 승강장 내 소음을 줄이기 위한 방음 시설물이 설치되었으나 현재는 철거되었다.
3호선 승강장
| 안국 ↑      |
| 하상 \|     |
| ↓ 을지로3가 |

| 상행 | ● 수도권 전철 3호선 | 경복궁 · 불광 · 연신내 · 구파발 · 지축 · 대화 방면   |
| 하행 | ● 수도권 전철 3호선 | 충무로 · 약수 · 옥수 · 고속터미널 · 수서 · 오금 방면 |

3호선 승강장의 경우 상부 도로가 협소하여 승강장이 좁은 편이다.
5호선 승강장
| 광화문 ↑    |
| 하 상 \|    |
| ↓ 을지로4가 |

| 상행 | ● 수도권 전철 5호선 | 광화문 · 충정로 · 공덕 · 여의도 · 신길 · 까치산 · 김포공항 · 방화 방면    |
| 하행 | ● 수도권 전철 5호선 | 동대문역사문화공원 · 청구 · 군자 · 광나루 · 천호 · 하남검단산 · 마천 방면 |

5호선 승강장의 경우에는 공사공법이 1,3호선에 비해서 크게 발달한 터라 비록 5호선이 위치한 돈화문로 11길이 3호선이 위치한 돈화문로만큼 좁았음에도 불구하고 상부 도로에 영향을 많이 안 주고 승강장을 깊고 넓게 건설할 수 있었던 것이다.

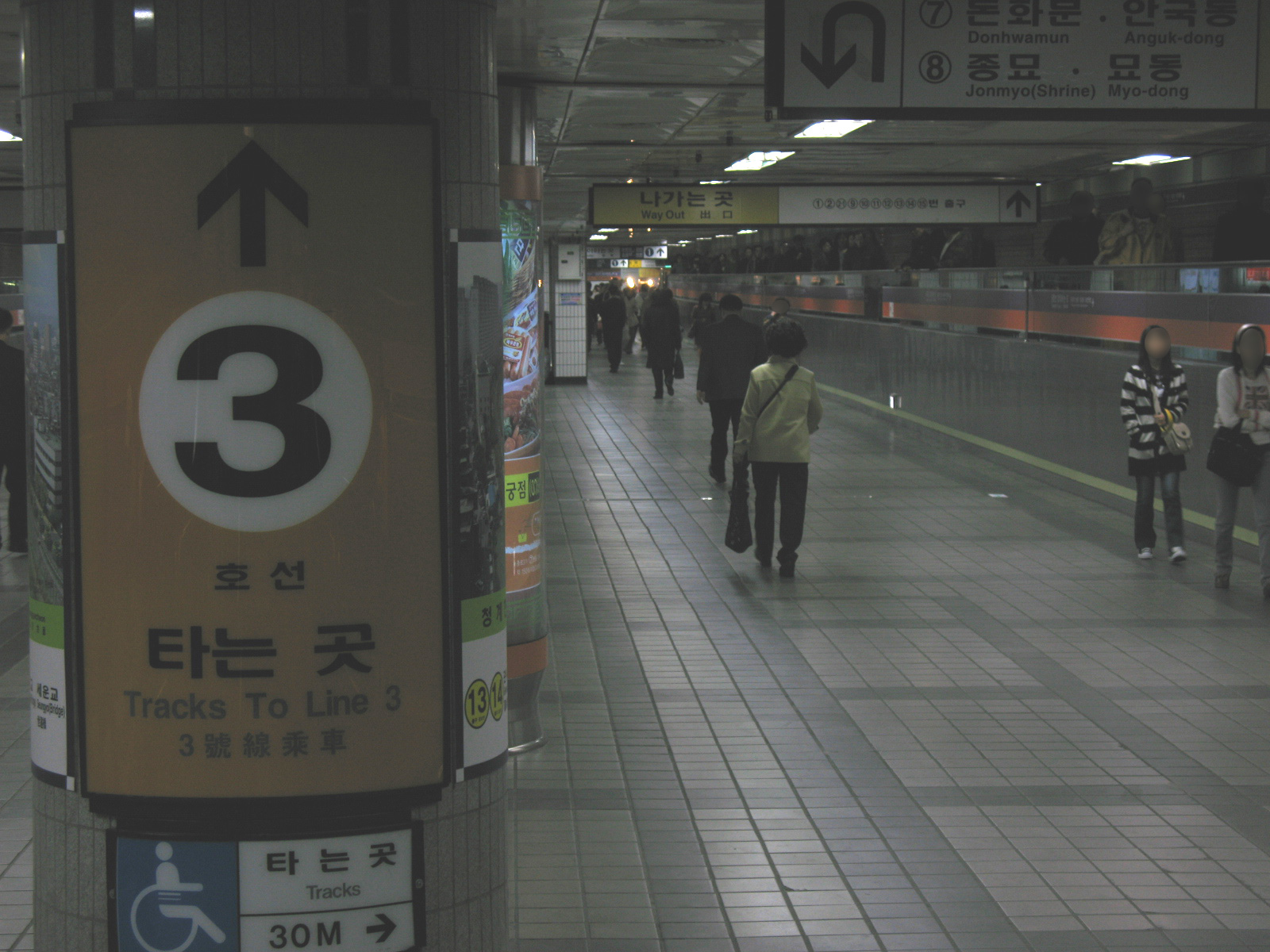
환승 통로. 5호선 쪽에서 촬영.

## 역 주변
- 낙원상가
- 창덕궁, 돈화문
- 종묘
- 서울교동초등학교
- 서울운현초등학교
- 세운상가·세운스퀘어
- 종로세무서
- 청계천
- 탑골공원
- CGV 피카디리1958
- 단성사
- 서울극장
- 종로2가
- 종로3가
- 종로4가
- 관수동
- 종로1·2·3·4가동행정복지센터
- 종로귀금속타운
- 종로3가 보쌈골목
- 돈의동 갈매기살골목
- 익선동 한옥마을
- 피맛골
- 보신각
- 인사동

## 이용객 변동
| 노선  | 노선   | 일평균 인원수 (명/일) | 일평균 인원수 (명/일) | 일평균 인원수 (명/일) | 일평균 인원수 (명/일) | 일평균 인원수 (명/일) | 일평균 인원수 (명/일) | 일평균 인원수 (명/일) | 일평균 인원수 (명/일) | 일평균 인원수 (명/일) | 일평균 인원수 (명/일) | 각주  |
| 노선  | 노선   | 2000년                | 2001년                | 2002년                | 2003년                | 2004년                | 2005년                | 2006년                | 2007년                | 2008년                | 2009년                | 각주  |
| ----- | ------ | --------------------- | --------------------- | --------------------- | --------------------- | --------------------- | --------------------- | --------------------- | --------------------- | --------------------- | --------------------- | ----- |
| 1호선 | 승차   | 48,369                | 49,345                | 48,189                | 47,786                | 47,993                | 46,747                | 45,053                | 43,357                | 41,357                | 39,462                | [ 7 ] |
| 1호선 | 하차   | 51,589                | 53,251                | 51,189                | 50,316                | 49,835                | 47,383                | 45,099                | 42,162                | 39,506                | 37,751                | [ 7 ] |
| 1호선 | 승하차 | 99,957                | 102,596               | 99,379                | 98,101                | 97,828                | 94,130                | 90,152                | 85,518                | 80,863                | 77,214                | [ 7 ] |
| 3호선 | 승차   | 6,163                 | 6,376                 | 6,369                 | 6,187                 | 6,220                 | 8,104                 | 9,174                 | 9,328                 | 9,713                 | 9,562                 | [ 7 ] |
| 3호선 | 하차   | 7,610                 | 7,366                 | 7,488                 | 6,820                 | 6,469                 | 8,549                 | 9,813                 | 9,962                 | 10,455                | 10,870                | [ 7 ] |
| 3호선 | 승하차 | 13,773                | 13,742                | 13,857                | 13,007                | 12,690                | 16,653                | 18,987                | 19,290                | 20,168                | 20,431                | [ 7 ] |
| 5호선 | 승차   | 10,114                | 10,884                | 10,905                | 11,004                | 11,348                | 11,402                | 11,183                | 10,845                | 10,935                | 11,205                | [ 8 ] |
| 5호선 | 하차   | 14,003                | 14,415                | 14,146                | 14,110                | 14,430                | 14,326                | 13,973                | 13,760                | 13,386                | 13,358                | [ 8 ] |
| 5호선 | 승하차 | 24,117                | 25,299                | 25,051                | 25,114                | 25,778                | 25,728                | 25,157                | 24,605                | 24,321                | 24,562                | [ 8 ] |
| 노선  | 노선   | 2010년                | 2011년                | 2012년                | 2013년                | 2014년                | 2015년                | 2016년                | 2017년                | 2018년                |                       |       |
| 1호선 | 승차   | 37,724                | 38,123                | 37,501                | 36,796                | 38,207                | 37,379                | 36,633                | 35,390                | 34,091                |                       |       |
| 1호선 | 하차   | 36,637                | 36,787                | 35,696                | 34,815                | 35,516                | 34,770                | 33,976                | 32,813                | 31,814                |                       |       |
| 1호선 | 승하차 | 74,361                | 74,910                | 73,197                | 71,612                | 73,723                | 72,149                | 70,609                | 68,203                | 65,905                |                       |       |
| 3호선 | 승차   | 9,255                 | 8,849                 | 8,899                 | 9,274                 | 8,984                 | 8,807                 | 8,440                 | 8,937                 | 9,799                 |                       |       |
| 3호선 | 하차   | 10,649                | 10,348                | 10,364                | 10,783                | 11,489                | 11,551                | 11,290                | 11,939                | 13,215                |                       |       |
| 3호선 | 승하차 | 19,904                | 19,197                | 19,263                | 20,057                | 20,473                | 20,358                | 19,730                | 20,876                | 23,014                |                       |       |
| 5호선 | 승차   | 11,531                | 12,252                | 12,656                | 13,179                | 14,078                | 13,565                | 13,976                | 14,476                | 15,848                |                       |       |
| 5호선 | 하차   | 13,297                | 13,622                | 13,794                | 14,127                | 14,341                | 13,678                | 14,090                | 14,141                | 15,069                |                       |       |
| 5호선 | 승하차 | 24,828                | 25,874                | 26,450                | 27,306                | 28,419                | 27,243                | 28,066                | 28,617                | 30,917                |                       |       |

## 사진

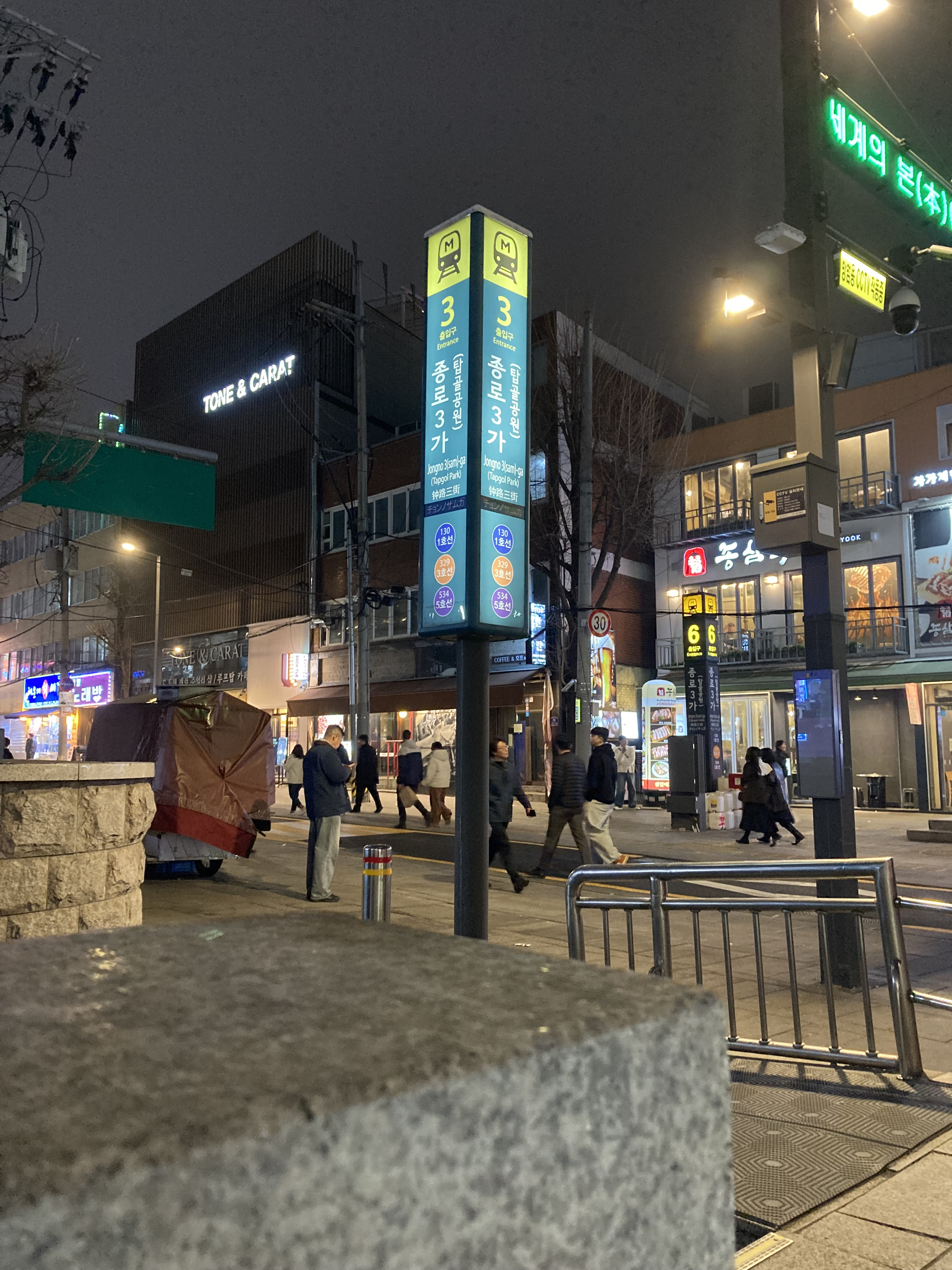
야경, 돈화문로 11길 2, 5호선과 3호선 교차지점
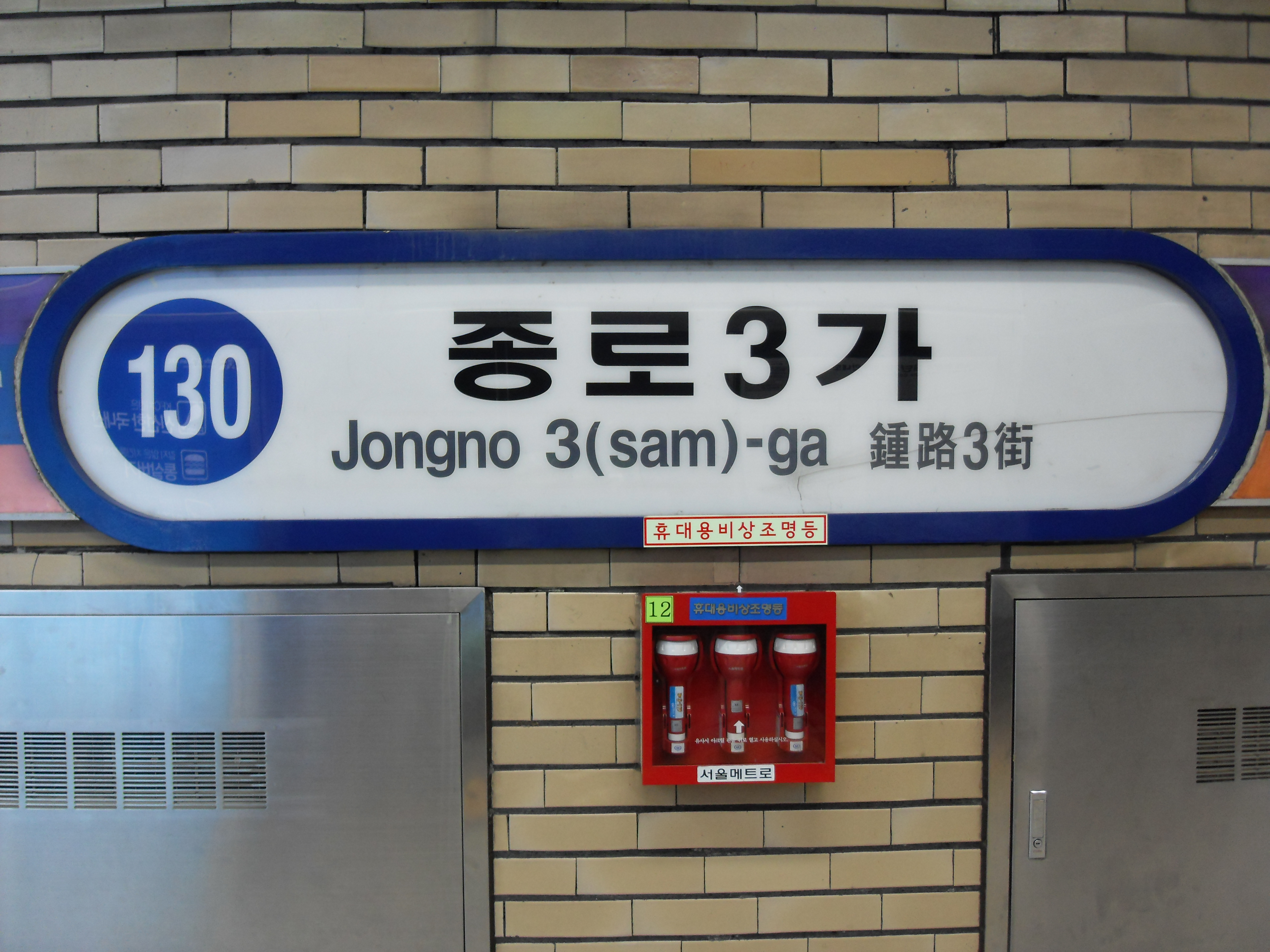
1호선 역명판 (개정 전)
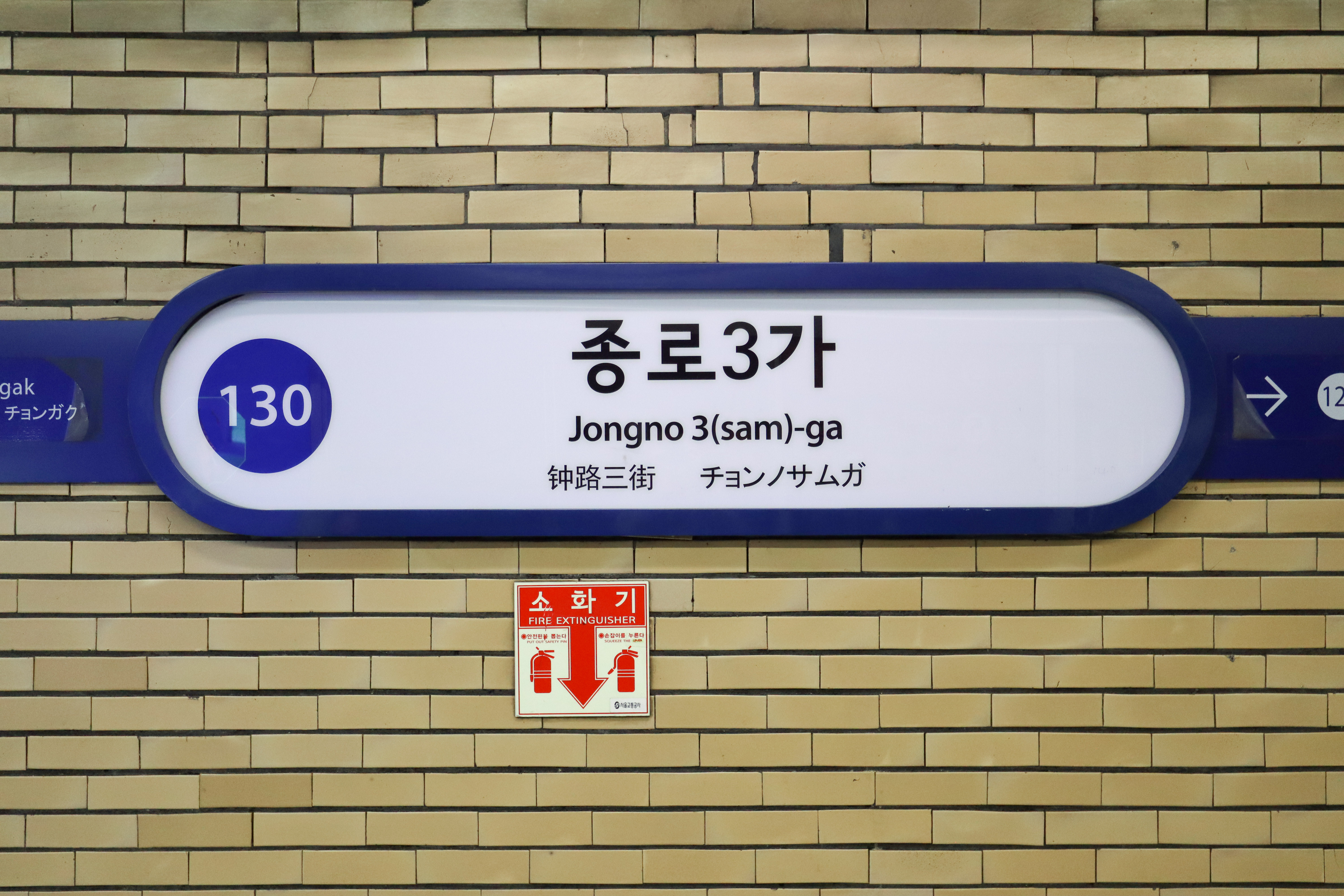
1호선 역명판
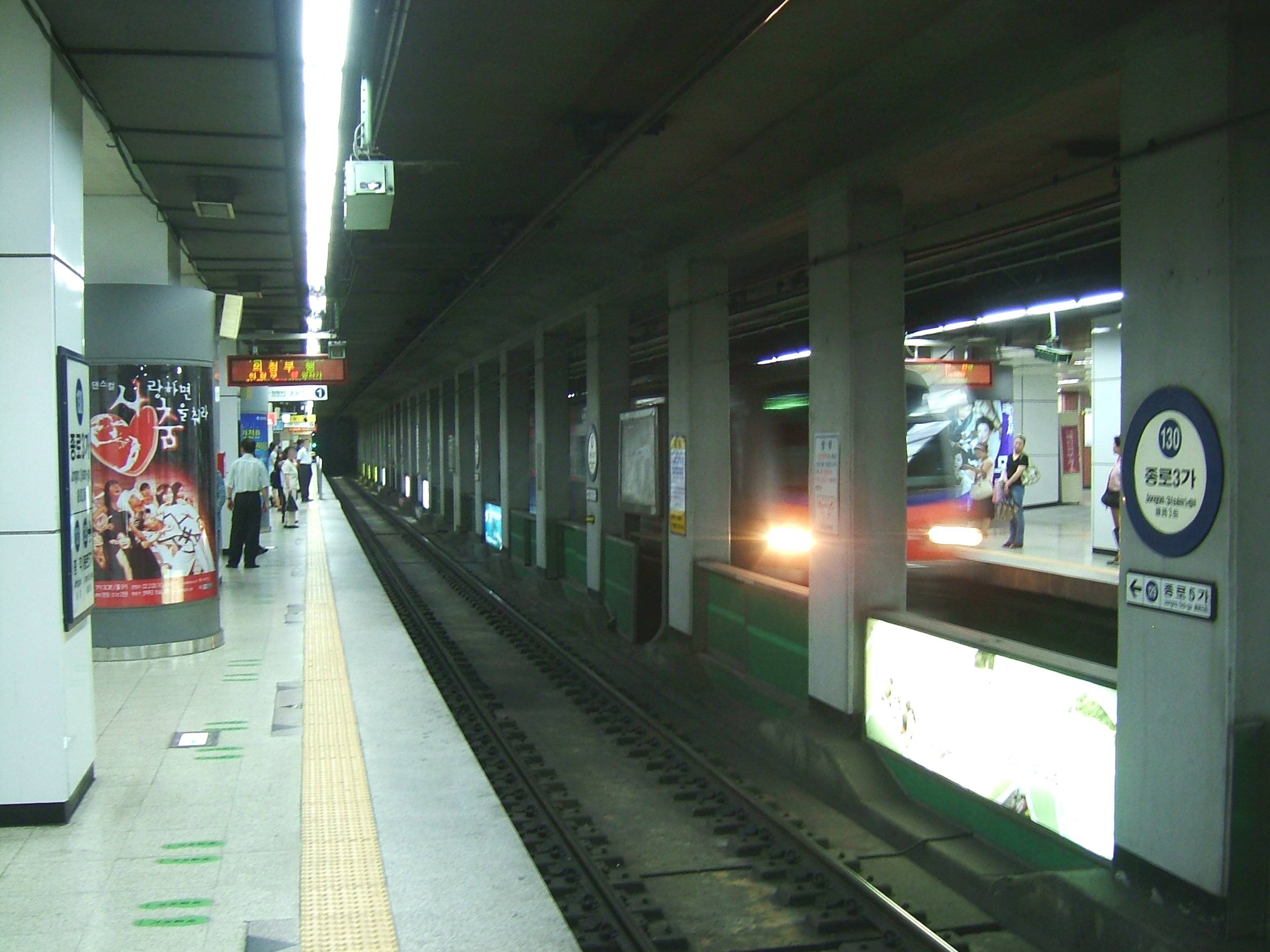
1호선 승강장 (스크린도어 설치 전)
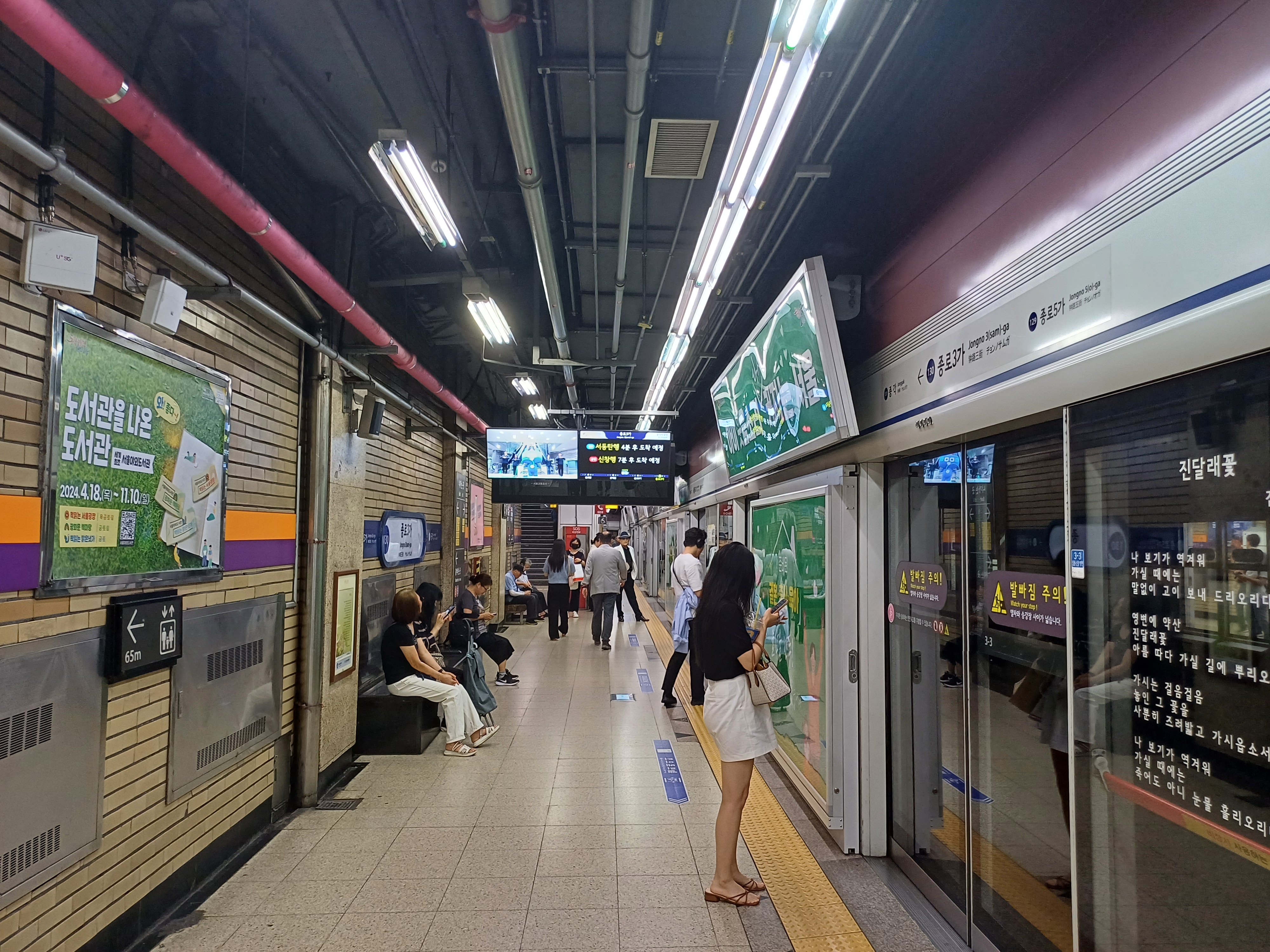
1호선 승강장
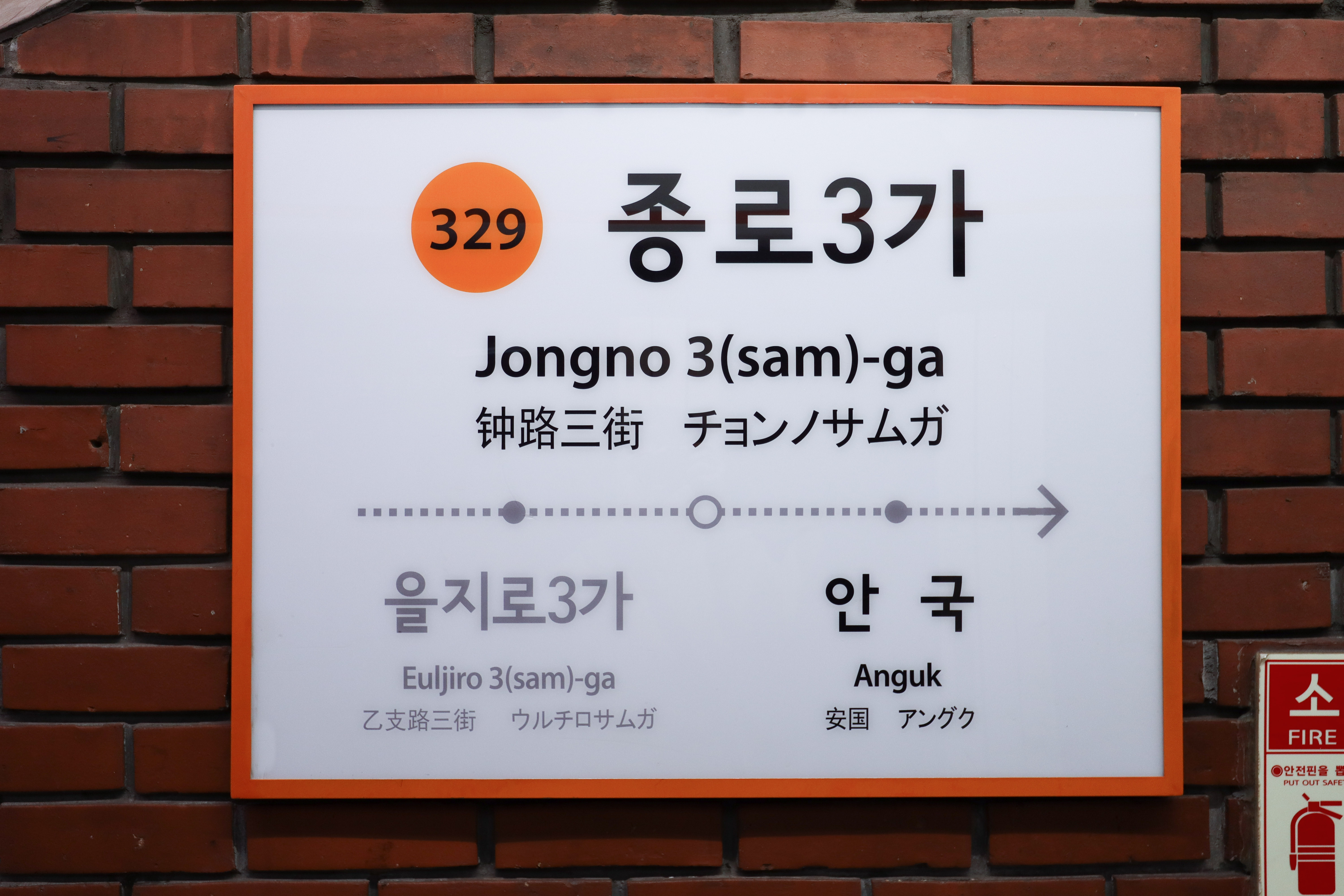
3호선 역명판
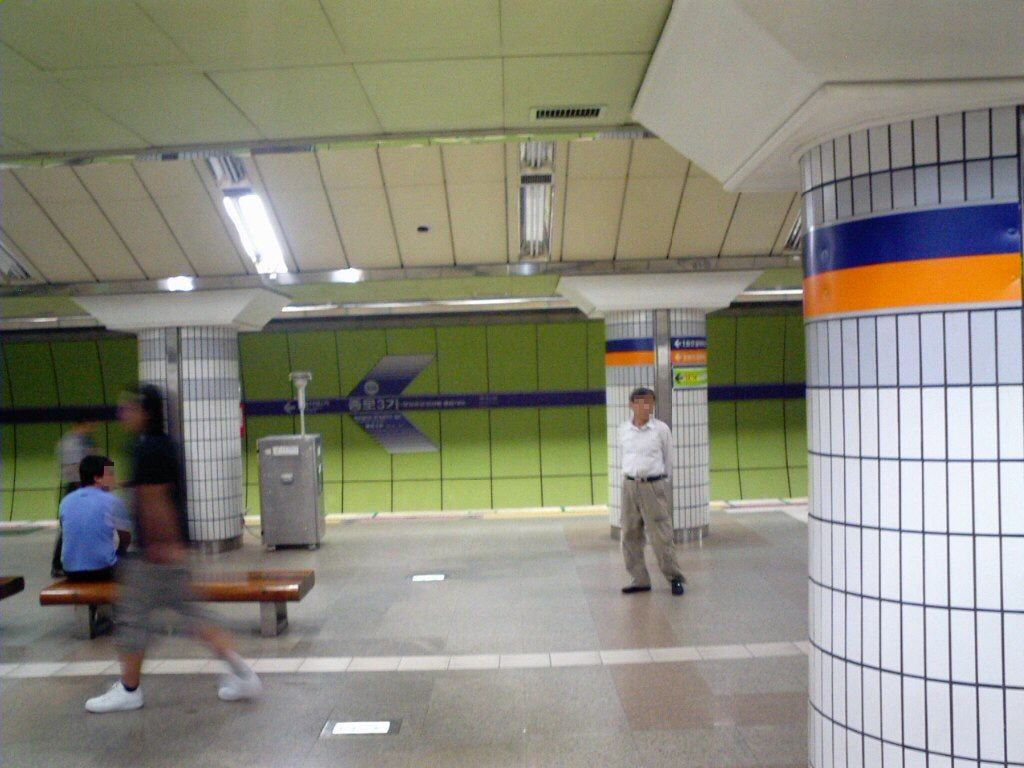
5호선 승강장 (스크린도어 설치 전)
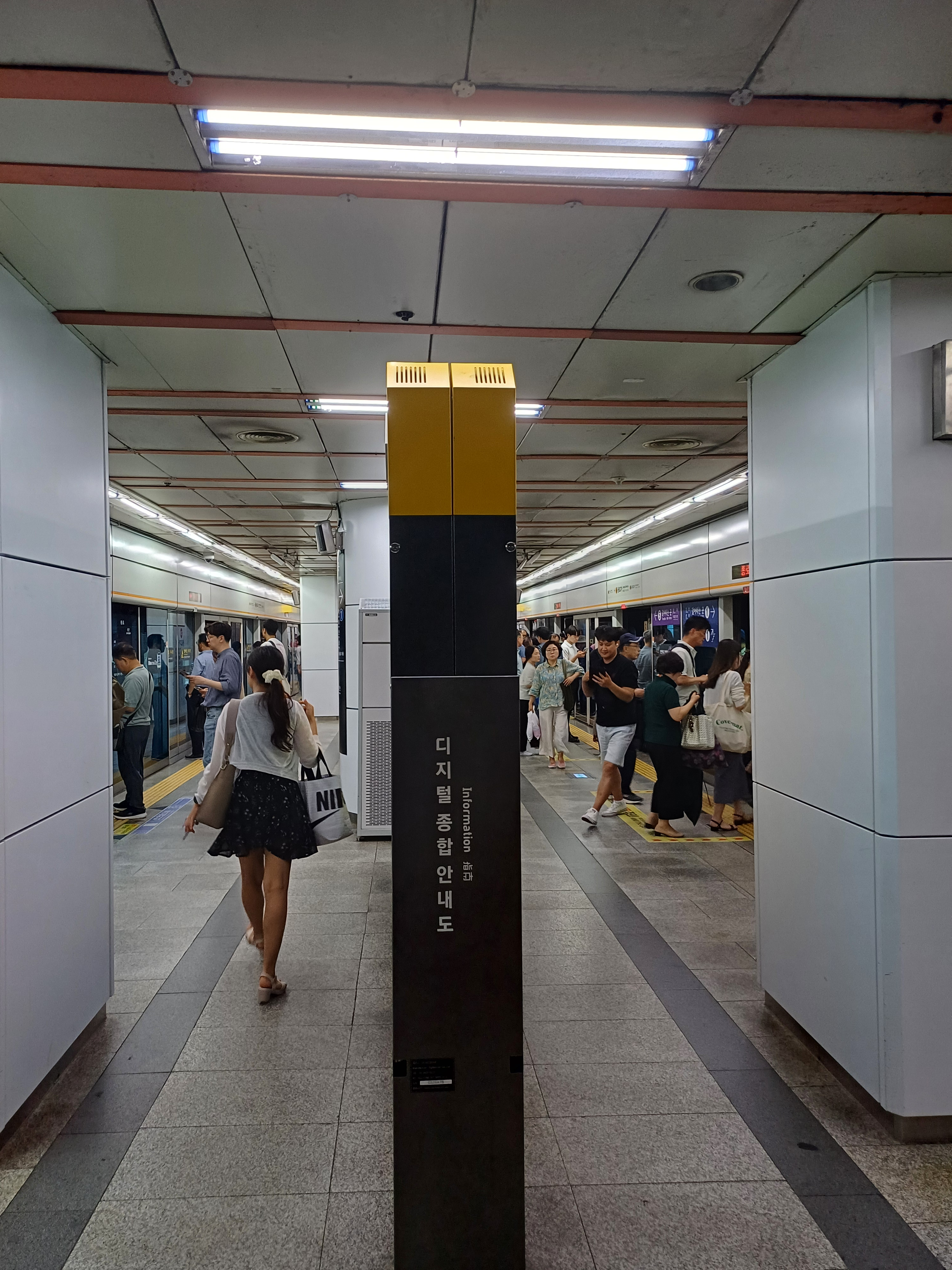
3호선 승강장
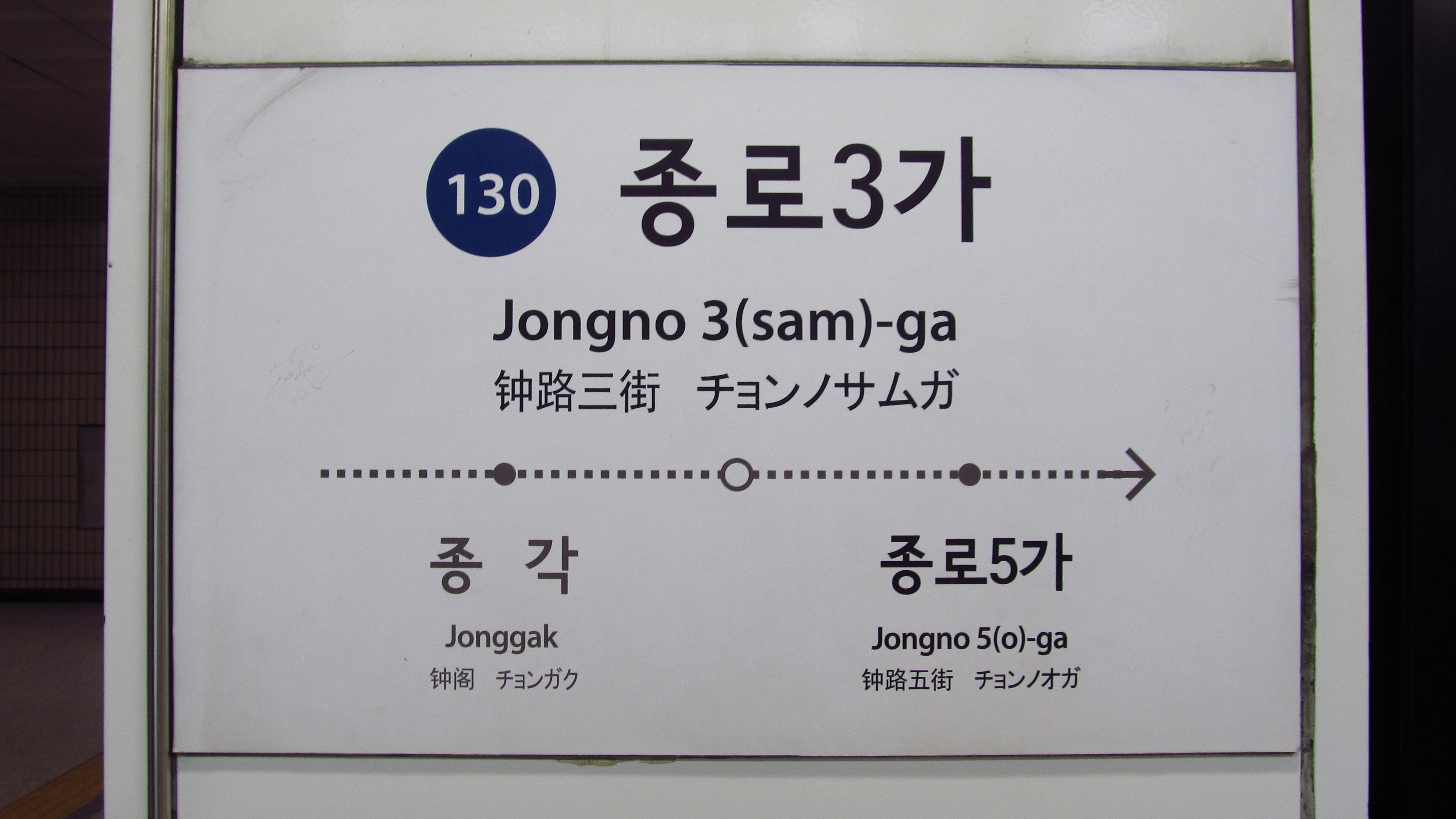
1호선
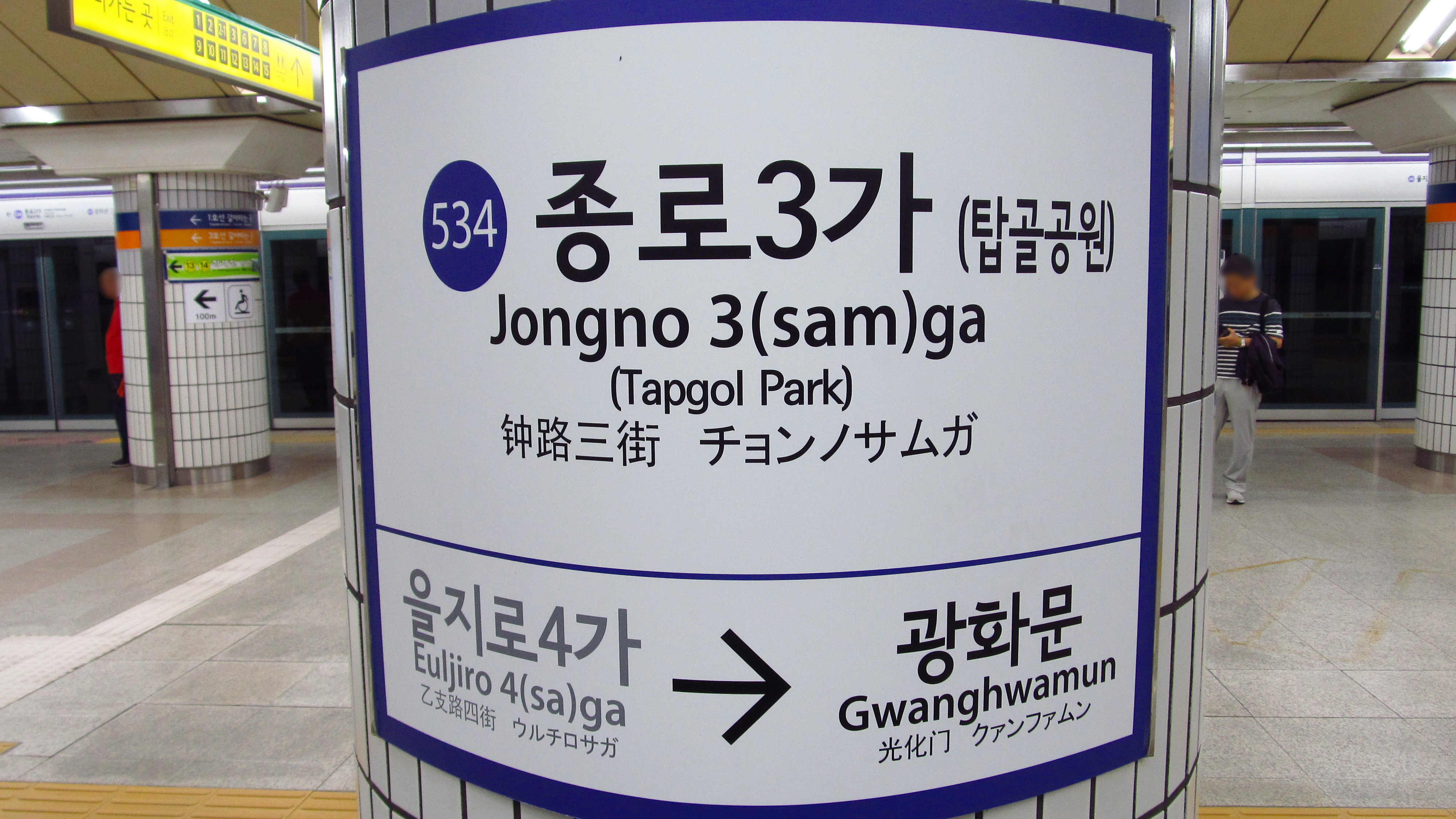
5호선
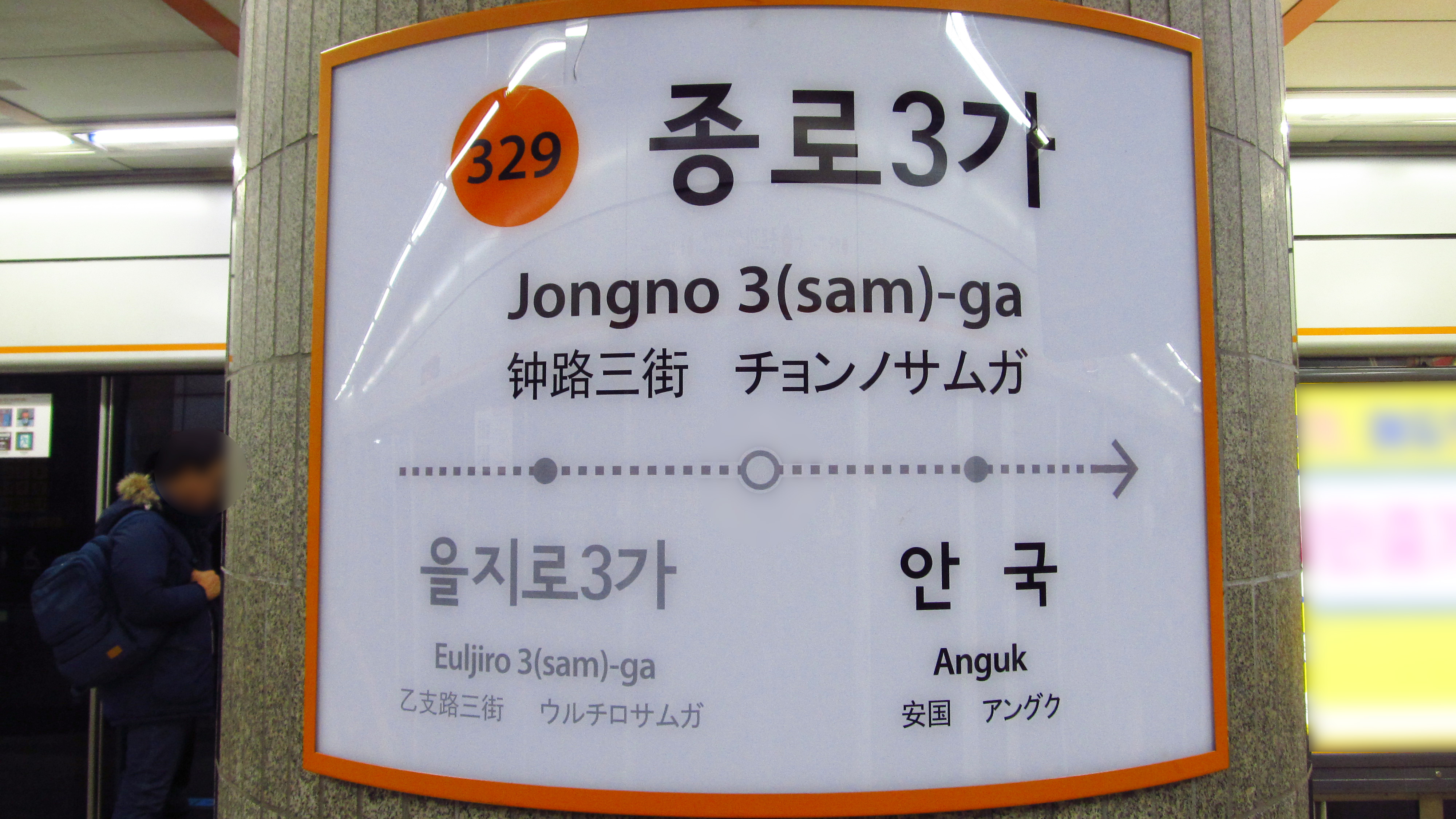
3호선(리모델링 전)

## 인접한 역
| 서울 지하철 1호선                             | 서울 지하철 1호선                                                          | 서울 지하철 1호선                               |
| --------------------------------------------- | -------------------------------------------------------------------------- | ----------------------------------------------- |
| 129 종로5가 연천 방면 광운대 방면 청량리 방면 | ● 수도권 전철 1호선 경원-경인선 완행 · 경원선 급행 경부선 완행 경부선 급행 | 131 종각 인천 방면 서동탄 · 신창 방면 신창 방면 |
| 서울 지하철 3호선                             |                                                                            |                                                 |
| 328 안국 대화 방면                            | ● 수도권 전철 3호선                                                        | 330 을지로3가 오금 방면                         |
| 서울 지하철 5호선 본선                        |                                                                            |                                                 |
| 533 광화문 방화 방면                          | ● 수도권 전철 5호선                                                        | 535 을지로4가 하남검단산 · 마천 방면            |